# Caso Hollingsworth v. Perry
Hollingsworth v. Perry foi uma série de processos judiciais federais nos Estados Unidos que resultaram na legalização do casamento entre pessoas do mesmo sexo no estado da Califórnia. O caso teve início em 2009, no Tribunal Distrital dos EUA para o Distrito Norte da Califórnia, que concluiu que a proibição do casamento entre pessoas do mesmo sexo violava a garantia de igualdade de proteção sob a lei. Essa decisão anulou a Proposição 8, uma iniciativa eleitoral da Califórnia que proibia o casamento entre pessoas do mesmo sexo. Após o estado da Califórnia se recusar a defender a Proposição 8, os patrocinadores oficiais da medida intervieram e recorreram à Suprema Corte. O processo foi litigado durante os mandatos dos governadores Arnold Schwarzenegger e Jerry Brown, o que fez com que o caso fosse conhecido como Perry v. Schwarzenegger e Perry v. Brown, respectivamente. Eventualmente, o caso chegou à Suprema Corte dos Estados Unidos, que decidiu que, conforme precedentes anteriores, os patrocinadores oficiais de uma medida de iniciativa eleitoral não tinham legitimidade, sob o Artigo III, para recorrer de uma decisão judicial federal desfavorável quando o estado se recusava a fazê-lo.
O efeito da decisão foi a retomada do casamento entre pessoas do mesmo sexo na Califórnia, conforme a decisão do tribunal distrital de 2010. Outras conclusões da decisão, incluindo as constatações do juiz Vaughn Walker [en] sobre os fatos, permaneceram como precedentes para futuros casos relevantes. O caso foi protocolado na Suprema Corte sob o número 570 U.S. 693 (2013) (Docket No. 12-144).

## Histórico
Em maio de 2008, a Suprema Corte da Califórnia decidiu, no caso In re Marriage Cases [en], que as leis estaduais que restringiam o casamento a casais de sexos opostos violavam a Constituição da Califórnia [en]. No mês seguinte, casais do mesmo sexo puderam se casar no estado. Porém, em novembro de 2008, os eleitores da Califórnia aprovaram a Proposição 8, uma emenda à constituição estadual que restaurava a limitação do casamento entre pessoas de sexos opostos. Após a aprovação, várias ações judiciais foram movidas questionando a validade da emenda com base em diversas disposições constitucionais estaduais. Em 26 de maio de 2009, a Suprema Corte da Califórnia decidiu, no caso  Strauss v. Horton, que, embora a Proposição 8 fosse uma medida legal, todos os casamentos entre pessoas do mesmo sexo realizados antes de sua aprovação permaneciam válidos.
O Centro Nacional para os Direitos das Lésbicas, a Lambda Legal e a União Americana pelas Liberdades Civis (ACLU) foram os responsáveis pela obtenção do direito ao casamento entre pessoas do mesmo sexo na Califórnia em In re Marriage Cases e pela defesa desse direito em Strauss v. Horton.
Três dias antes da decisão de Strauss, a Fundação Americana para a Igualdade de Direitos [en] (AFER) entrou com uma ação no Tribunal Distrital dos EUA para o Distrito Norte da Califórnia, questionando a validade da Proposição 8 em nome de dois casais do mesmo sexo. A equipe jurídica dos casais era liderada pelos advogados David Boies e Theodore Olson, ex-solicitador geral dos EUA. Vale destacar que, anteriormente, Boies e Olson haviam representado lados opostos no caso Bush v. Gore, que, efetivamente, decidiu a eleição presidencial de 2000. Em 2010, eles foram incluídos na lista Time 100 por sua abordagem jurídica forte e apartidária ao contestar a Proposição 8.
A Lambda Legal e a ACLU se opuseram à ação federal nesse momento, acreditando que isso poderia causar mais danos do que benefícios. No entanto, Olson e a AFER defenderam que a ação judicial deveria ser movida imediatamente.
Após uma audiência preliminar em 2 de julho de 2009, os três grupos jurídicos solicitaram permissão para intervir no processo, assim como a cidade de São Francisco, em um processo separado. Os autores da ação se opuseram a essa intervenção. Em 19 de agosto, o juiz Walker negou as moções de intervenção dos grupos jurídicos, mas concedeu a intervenção da cidade, embora de forma limitada. Apesar da tentativa fracassada de intervenção, os grupos ofereceram apoio à equipe jurídica que litigava o caso, com James Esseks, da ACLU, afirmando: "Estamos interessados em fazer tudo o que pudermos para garantir que o caso deles seja o mais bem-sucedido possível”.

## Partes

### Requerentes
Em maio de 2009, o escrivão do condado de Alameda, Patrick O'Connell, negou a Kristin Perry e Sandra Stier a licença de casamento por serem um casal do mesmo sexo. Da mesma forma, Dean Logan, o escrivão do condado de Los Angeles, negou a licença de casamento a Paul Katami e Jeffrey Zarrillo. Os casais processaram os dois escrivães do condado e várias autoridades estaduais, incluindo o governador Arnold Schwarzenegger, o procurador-geral Jerry Brown e dois funcionários do Departamento de Saúde Pública.
Vários grupos buscaram intervir como autores na ação, incluindo aqueles que haviam processado os casos In re Marriage Cases e Strauss v. Horton. A cidade de São Francisco também apresentou uma moção para intervir no caso, citando seu trabalho nos processos anteriores, que forneceram "evidências extensas e conclusões propostas sobre fatores de escrutínio rigoroso e refutações factuais a justificativas de longa data para a discriminação no casamento". O procurador da cidade, Dennis Herrera, afirmou que seu escritório estava "singularmente bem preparado" para ajudar a "levar a discriminação antigay a julgamento com base nos fatos".
O juiz Walker permitiu que apenas São Francisco interviesse, pois poderia falar sobre o impacto da Proposição 8 sobre os governos locais. Ele também ordenou que o procurador-geral colaborasse com São Francisco na análise do impacto da Proposição 8. Walker declarou que, devido à magnitude e importância da questão, a rapidez no processo era essencial, e que a intervenção de outros grupos apenas complicaria e atrasaria o andamento do caso.

### Os réus
O procurador-geral Jerry Brown optou por não defender a Proposição 8, alegando que ela violava a Décima Quarta Emenda da Constituição dos Estados Unidos e deveria ser derrubada. O governador Arnold Schwarzenegger também se recusou a participar da defesa, mas afirmou que era apropriado que os tribunais ouvissem o caso e "resolvessem os méritos dessa ação rapidamente", pois a questão envolvia "questões constitucionais importantes que exigem e justificam a determinação judicial". Em 2 de novembro de 2010, Brown foi eleito governador e Kamala Harris foi eleita procuradora-geral. Ambos concorreram com plataformas que prometeram não defender a Proposição 8, e o estado continuou a se abster de defendê-la no tribunal após a posse de ambos.
Dois grupos, os proponentes oficiais da Proposição 8, ProtectMarriage.com [en], liderados pelo então senador Dennis Hollingsworth, e um grupo rival, a Campaign for California Families, buscaram intervir como réus no caso. O tribunal permitiu a intervenção dos proponentes oficiais, que preencheram a lacuna deixada pela recusa das autoridades estaduais em defender a medida. No entanto, o juiz negou o pedido da Campaign for California Families.
Em 15 de dezembro, o Condado Imperial também apresentou uma moção para intervir como réu, embora o prazo para intervenção já tivesse expirado. O condado argumentou que os órgãos citados no processo, os condados de Alameda e Los Angeles, além do governo estadual, não estavam defendendo ativamente a Proposição 8. Eles sustentaram que o caso necessitava de um réu governamental adequado. Em 4 de agosto, juntamente com a decisão, o juiz Vaughn Walker negou o status de interveniente ao Condado Imperial.

## Julgamento no tribunal distrital

### Moções pré-julgamento
Os autores da ação apresentaram uma moção solicitando uma liminar que restauraria imediatamente o casamento entre pessoas do mesmo sexo na Califórnia até que o processo fosse decidido. O juiz Walker adiou a decisão sobre a moção e afirmou que, em vez disso, "prosseguiria diretamente e rapidamente com os méritos do caso".
Durante a fase de descoberta, os autores da ação solicitaram que a campanha da Proposição 8 apresentasse documentos internos relacionados aos objetivos e à intenção da emenda, bem como ao desenvolvimento das mensagens políticas durante a campanha. Os proponentes da Proposição 8 se opuseram à solicitação, argumentando que isso poderia ter um efeito adverso sobre o discurso político, entre outros motivos. Em 1º de outubro, Walker rejeitou a alegação de que a Primeira Emenda protegia todas essas comunicações. Os proponentes recorreram dessa decisão ao Tribunal de Apelações dos Estados Unidos para o Nono Circuito [en] e, separadamente, pediram a suspensão dos procedimentos no tribunal distrital. Afirmando que era improvável que os proponentes tivessem sucesso no recurso, Walker rejeitou o pedido de suspensão em 23 de outubro. Apesar disso, os proponentes continuaram a reivindicar o privilégio da Primeira Emenda sobre esses documentos, uma amostra dos quais Walker analisou em particular. Em 11 de dezembro de 2009, o Nono Circuito anulou a decisão de Walker, afirmando que a divulgação dos documentos "provavelmente teria um efeito inibidor sobre a associação política e a formulação da expressão política", em uma decisão unânime dos juízes Raymond C. Fisher, Kim McLane Wardlaw e Marsha Berzon.
Em setembro, os proponentes da Proposição 8 apresentaram uma moção para julgamento sumário. Com mais de 100 páginas, a moção pedia que o tribunal decidisse que a Proposição 8 não violava a Constituição dos EUA, sem a necessidade de avaliar os fatos em um julgamento. A moção afirmava que o caso Baker v. Nelson impedia qualquer revisão adicional pelo tribunal. Caso contrário, os proponentes argumentaram que todas as reivindicações dos casais falhariam como uma questão de direito. Após uma audiência de duas horas, realizada em 13 de outubro, Walker negou a moção. Ele observou que a doutrina da Suprema Corte sobre orientação sexual e discriminação de gênero havia mudado desde 1972. Para resolver a validade da emenda, Walker afirmou que seria necessário ouvir testemunhos no julgamento.

#### Transmissão e cobertura on-line
Perry teria sido o primeiro julgamento federal a ser filmado e transmitido ao vivo em tribunais públicos em São Francisco, Pasadena, Seattle, Portland e Brooklyn, por meio de um novo sistema experimental desenvolvido pelo Nono Circuito. O julgamento também seria exibido no site de compartilhamento de vídeos YouTube. Walker observou que havia recebido 138.574 comentários sobre os planos de transmissão do julgamento, sendo que todos, exceto 32, eram a favor.
Em 11 de janeiro de 2010, dois dias antes do julgamento, os réus-intervenientes apresentaram documentos de emergência ao juiz da Suprema Corte Anthony Kennedy, pedindo para impedir a transmissão ao vivo do julgamento. O tribunal decidiu por 8 a 1 suspender temporariamente a transmissão ao vivo até 13 de janeiro, com o único dissidente sendo o juiz Stephen Breyer. Embora uma coalizão de organizações de mídia, incluindo CNN, Fox News, Associated Press e TruTV, tenha apresentado um documento amicus de emergência em apoio à transmissão ao vivo e à transmissão atrasada, o tribunal tomou uma decisão não assinada de 5 a 4 em Hollingsworth v. Perry para bloquear indefinidamente as transmissões ao vivo para vários tribunais federais, embora tenha se recusado a decidir sobre os planos de atrasar as transmissões no YouTube. A opinião divergente de Breyer, com a participação dos juízes John Paul Stevens, Ruth Bader Ginsburg e Sonia Sotomayor, revelou que a maioria da decisão foi formada pelos juízes John Roberts, Antonin Scalia, Anthony Kennedy, Clarence Thomas e Samuel Alito.
Os cineastas John Ireland e John Ainsworth filmaram e distribuíram uma reconstituição do julgamento. Entre os atores que participaram do projeto estavam Adrienne Barbeau, Arye Gross [en] e Tess Harper [en].

### Audiência
Ao marcar um julgamento para 11 de janeiro de 2010, com o objetivo de reunir fatos sobre o caso, Walker surpreendeu amplamente tanto os autores quanto os réus. O julgamento visava abordar questões como o impacto de ter pais do mesmo sexo sobre os filhos, se os casamentos entre pessoas do mesmo sexo prejudicam os casamentos entre pessoas de sexos opostos, a história da discriminação contra gays e os efeitos do preconceito contra pessoas LGBTQ+. Entre as testemunhas notáveis do julgamento estavam o historiador George Chauncey, o psicólogo Gregory M. Herek e o filósofo Daniel N. Robinson [en].
O julgamento começou com os discursos de abertura de Theodore Olson [en] e da procuradora adjunta da cidade de São Francisco, Therese Stewart, representando os autores da ação. Os autores tentaram demonstrar que o casamento é um direito fundamental, que privar gays e lésbicas do direito de se casarem prejudica a eles e a seus filhos, e que não havia justificativa social ou benefício em proibir esse direito. Charles J. Cooper [en], advogado dos réus, fez uma declaração de abertura, argumentando que o casamento sempre foi limitado a casais do sexo oposto. Em seguida, os autores da ação testemunharam sobre suas experiências pessoais como indivíduos homossexuais e os motivos pelos quais desejavam se casar.
Após a decisão da Suprema Corte no caso Christian Legal Society v. Martinez [en], em 28 de junho de 2010, os autores da ação em Perry citaram a decisão do juiz Ruth Bader Ginsburg como precedente, afirmando que a orientação sexual é “uma classe identificável”, em contraste com o argumento da defesa de que a orientação sexual seria “comportamental”. A Christian Legal Society havia argumentado que não restringia a filiação com base na orientação sexual, mas sim com base na "conduta" e na crença de que essa conduta não era apropriada. Ginsburg rejeitou essa distinção, observando que, em relação à orientação sexual, a Suprema Corte “se recusou a distinguir entre status e conduta” e ofereceu uma analogia de uma opinião anterior: “Um imposto sobre o uso de quipás é um imposto sobre os judeus”.

### Depoimentos

#### História do casamento
Os autores da ação chamaram como testemunha a especialista e defensora do casamento entre pessoas do mesmo sexo Nancy Cott, uma historiadora americana, que afirmou que "o casamento nunca foi universalmente definido como a união entre um homem e uma mulher" e que a religião nunca teve influência sobre a legalidade do casamento. No dia seguinte, ela continuou seu depoimento, que se concentrou em três pontos principais: como o casamento historicamente foi utilizado de forma "punitiva" para subordinar grupos desfavorecidos, como os papéis de gênero legalmente consagrados no casamento foram desestabelecidos ao longo do século XX e como as mudanças na instituição do casamento envolveram, principalmente, a "eliminação de desigualdades", o que, segundo ela, fortaleceu a instituição. Cott destacou a importância do casamento, mencionando que "quando os escravos foram emancipados, eles se reuniram para se casar. E isso não era trivial para eles, de forma alguma".
Em seguida, Cott foi interrogada por David Thompson, que questionou seus sentimentos pessoais sobre o casamento entre pessoas do mesmo sexo, com o objetivo de mostrar que ela era uma defensora do tema, e não uma acadêmica imparcial. O advogado de defesa argumentou que o casamento sempre foi entre um homem e uma mulher, pois oferece uma unidade estável para a procriação e criação de filhos.

#### Discriminação
O professor George Chauncey, historiador social da Universidade Yale especializado na história LGBT, descreveu como campanhas governamentais anteriores tentaram “demonizar os gays como perigosos desviantes sexuais e molestadores de crianças”. Ele então analisou o material de campanha da Proposta 8, mostrando como essa mesma mensagem foi utilizada. Chauncey citou as palavras do Dr. William Tam, que afirmava que, se a Califórnia não aprovasse a Proposta 8, outros estados seguiram o exemplo e “cairiam nas mãos de Satanás”, e que, após a legalização do casamento entre pessoas do mesmo sexo, os defensores da “agenda gay” tentariam “legalizar a prática de sexo com crianças”. Chauncey conectou essas mensagens com a história anterior de demonização de gays e lésbicas por parte do governo, que ele já havia discutido.
Helen Zia, uma estudiosa dos movimentos sociais e políticos asiático-americanos, também foi chamada a analisar essas declarações. Ela explicou como seus encontros com organizadores comunitários asiático-americanos a haviam encorajado a “entrar no armário e bater a porta”. Durante o contra-interrogatório, David Thompson, advogado de defesa, focou no progresso alcançado na aceitação de gays e lésbicas nos últimos vinte anos. Ele mencionou leis antidiscriminação, apoio a parcerias domésticas e a crescente presença da comunidade LGBT na mídia, como o seriado Will & Grace e o filme Brokeback Mountain (2005). O objetivo do questionamento era estabelecer se o preconceito sistêmico contra gays e lésbicas impedia que fossem tratados como cidadãos iguais no processo político.
O professor Gary Segura, cientista político da Universidade Stanford, afirmou que nenhum outro grupo minoritário nos Estados Unidos, nem mesmo os imigrantes indocumentados, foi alvo de iniciativas eleitorais mais restritivas do que gays e lésbicas. Ele acusou a Proposta 8 de ser uma forma de estigma social que faz com que “o progresso social de gays e lésbicas pareça ocorrer às custas de outras pessoas e organizações, tornando o caminho mais difícil”. Durante o interrogatório, a testemunha de defesa, David Blankenhorn, afirmou acreditar que o princípio da igual dignidade humana se aplicava a gays e lésbicas americanos e que “seríamos mais americanos no dia em que permitíssemos o casamento entre pessoas do mesmo sexo do que no dia anterior”.
Gregory Herek, professor da Universidade da Califórnia, Davis, argumentou que o “estigma estrutural” imposto por leis como a Proposta 8 incentiva diretamente o estigma social, o assédio e a violência contra pessoas LGBT. Ele também testemunhou que não há evidências de que a “terapia de conversão” seja eficaz para mudar a sexualidade de uma pessoa e que ela “envia uma mensagem falsa e prejudicial aos jovens, sugerindo que a homossexualidade é um distúrbio”, o que leva diretamente a mais discriminação. Durante o interrogatório, Herek afirmou que “a orientação sexual é uma combinação de atração, identidade e comportamento” e que as dificuldades enfrentadas pelos pesquisadores para definir a orientação sexual não são diferentes das enfrentadas para definir outras características, como a raça.
O prefeito republicano de San Diego, Jerry Sanders, testemunhou sobre como ele passou da crença de que a parceria doméstica era o compromisso ideal para a convicção de que o casamento entre pessoas do mesmo sexo era fundamental. “O que me impressionou foi o fato de eu ter sido preconceituoso”, explicou. Durante o interrogatório, ele concordou com os réus ao afirmar que nem todas as pessoas que votaram a favor da Proposta 8 eram “fanáticas”, mas que acreditava que seu voto estava “baseado em preconceito”.

#### Efeitos psicológicos
A psicóloga de relacionamentos Anne Peplau testemunhou, argumentando que os indivíduos obtêm benefícios físicos, psicológicos e sociais ao se casarem. Edmund A. Egan, economista-chefe de São Francisco, concordou com essa perspectiva, observando que a melhoria da saúde dos cidadãos resultaria na economia de recursos para os fundos emergenciais de saúde da cidade. Peplau também argumentou que a qualidade e a estabilidade dos relacionamentos entre pessoas do mesmo sexo são equivalentes às dos relacionamentos heterossexuais, destacando que permitir que casais do mesmo sexo se casem não prejudicaria de forma alguma a instituição do casamento. Durante o interrogatório, Nicole Moss questionou Peplau sobre possíveis diferenças entre os relacionamentos de pessoas do mesmo sexo e do sexo oposto, mas Peplau reafirmou que não existem diferenças significativas. Os autores da ação também convocaram o Dr. Ilan H. Meyer, pesquisador sênior de políticas públicas no Instituto Williams de Direito e Políticas Públicas sobre Orientação Sexual da Faculdade de Direito da UCLA, para testemunhar sobre os danos psicológicos e mentais resultantes da negação do direito ao casamento. “As crianças pequenas não aspiram ser parceiras domésticas, o casamento é um objetivo comum e socialmente aprovado”, disse Meyer. Ele explicou também os efeitos do estresse das minorias sobre gays e lésbicas.

#### Parentalidade
No que diz respeito ao impacto do casamento entre pessoas do mesmo sexo sobre as crianças, os autores da ação chamaram Michael Lamb, psicólogo do desenvolvimento da Universidade de Cambridge, que afirmou que, desde o final da década de 1970, existe uma base considerável de literatura sobre a adaptação de crianças criadas por pais gays e lésbicas, proporcionando uma boa compreensão dos fatores que afetam o desenvolvimento dessas crianças. Esse corpo substancial de evidências documenta que as crianças criadas por pais gays e lésbicas têm a mesma probabilidade de se ajustar de forma positiva que as crianças criadas por pais heterossexuais. Lamb observou que, para muitas dessas crianças, o ajuste seria ainda mais favorecido se seus pais tivessem o direito de se casar. Ele acrescentou que a psicologia do desenvolvimento chegou à conclusão de que os fatores que fazem um pai eficaz são os mesmos para qualquer gênero, ou seja, as crianças não precisam de uma figura paterna com comportamentos masculinos ou uma figura materna com comportamentos femininos para serem bem ajustadas. O depoimento também destacou o apoio da Califórnia à adoção por casais do mesmo sexo, enfatizando que essa prática não foi alterada pela Proposição 8. Durante o interrogatório, a testemunha de defesa, David Blankenhorn, reconheceu que o bem-estar das crianças criadas por casais do mesmo sexo melhoraria se esses casais pudessem se casar.

#### Economia
Em sua análise econômica da Proposição 8, os autores da ação chamaram Edmund A. Egan, economista-chefe de São Francisco. Ele testemunhou que o casamento entre pessoas do mesmo sexo traria benefícios econômicos para a cidade, uma vez que “indivíduos casados tendem a acumular mais riqueza do que indivíduos solteiros” e que “indivíduos casados, em média, têm melhor saúde e comportamentos mais saudáveis do que indivíduos solteiros”. Segundo Egan, isso resultaria em uma redução das despesas municipais com atendimentos de emergência e fundos de seguro. Ele também destacou que a receita de São Francisco aumentaria com a legalização do casamento entre pessoas do mesmo sexo, citando o ano de 2008, quando foram emitidas 5.100 licenças de casamento. Egan estimou que a cidade estava perdendo aproximadamente US$ 37,2 milhões em gastos com varejo e hotéis, além de US$ 2,5 milhões em receita de impostos sobre vendas e hospedagem a cada ano devido à ausência de legalização do casamento entre pessoas do mesmo sexo.
Durante as alegações finais, a advogada de São Francisco, Therese Stewart, ressaltou que a cidade estava perdendo lucros potenciais, uma vez que a Proposição 8 desestimulava o turismo de casais gays e suas famílias, que tradicionalmente visitariam a cidade, apelidada por Walker de “cidade fria e cinzenta do amor”, para celebrar seus casamentos. Ela também argumentou, com base no testemunho de Ryan Kendall e Ilan Meyer, que a cidade enfrentava um aumento de casos de distúrbios de saúde mental entre a população LGBT, o que gerava custos elevados para o sistema público de saúde.

#### Força política
A defesa convocou o professor Kenneth P. Miller, do Faculdade Claremont McKenna, para testemunhar que as pessoas LGBT desfrutavam de forte apoio político e social na Califórnia. Miller argumentou que todos os principais jornais, Hollywood, o Vale do Silício e a maioria dos políticos estaduais eram amplamente contrários à Proposição 8.
Durante o interrogatório de George Chauncey, a defesa alegou que as pessoas LGBT haviam adquirido maior influência política e social, com uma crescente aceitação da sociedade, exemplificada por filmes como Brokeback Mountain. Chauncey também reconheceu que os empregadores na Califórnia são proibidos de discriminar com base na orientação sexual. Com esses argumentos, a defesa sustentou que a população LGBT não se qualificava como uma classe minoritária oprimida que necessitava da proteção judicial especial.

### Parecer do tribunal distrital
O juiz Walker ouviu os argumentos finais no caso em 16 de junho de 2010.

Em 4 de agosto de 2010, Walker anunciou sua decisão a favor dos autores da ação, declarando a Proposição 8 inconstitucional com base nas Cláusulas de Devido Processo Legal [en] e Proteção Igualitária da Décima Quarta Emenda da Constituição dos Estados Unidos. Walker concluiu que a Califórnia não possuía uma justificativa racional ou interesse legítimo para negar licenças de casamento a casais gays e lésbicas:
Uma medida de iniciativa adotada pelos eleitores merece grande respeito. Os pontos de vista e opiniões, mesmo dos acadêmicos e especialistas mais qualificados, raramente superam as decisões dos eleitores. No entanto, quando essas decisões são questionadas, elas devem ser apoiadas por evidências. Isso é particularmente verdadeiro quando as decisões dos eleitores resultam na criação de classificações legais de pessoas. Conjecturas, especulações e temores não são suficientes, e muito menos a desaprovação moral de um grupo ou classe de cidadãos, independentemente de quão ampla seja a maioria que compartilha dessa opinião. As evidências demonstraram, sem dúvida, que a Proposta 8 se apoia apenas nessa desaprovação. Portanto, a Proposta 8 ultrapassa os limites constitucionais, tanto dos eleitores quanto de seus representantes.
Além disso, Walker observou que a Proposta 8 se baseava em concepções tradicionais de casamento entre pessoas de sexos opostos e na desaprovação moral da homossexualidade, argumentando que nenhuma dessas razões constitui uma base legal para discriminação. Ele enfatizou que gays e lésbicas são precisamente o tipo de minoria que o escrutínio rigoroso da Constituição visa proteger.

#### Constatações de fato
Mais de 50 páginas do parecer de Walker foram dedicadas a documentar um resumo de 80 conclusões de fatos, depoimentos e provas apresentadas durante a audiência. Entre os principais pontos destacados, estãoː
- O casamento é uma questão civil, e não religiosa.[81][82]
- O Estado define o casamento civil.[81][82]
- A orientação sexual refere-se a um padrão duradouro de desejos sexuais, afetivos ou românticos por homens, mulheres ou ambos os sexos. A orientação sexual de um indivíduo pode ser expressa por meio de autoidentificação, comportamento ou atração. Em geral, as pessoas não escolhem sua orientação sexual, e um indivíduo não muda sua orientação sexual por decisão consciente, intervenção terapêutica ou qualquer outro método.[81][82]
- O Estado não tem interesse em pedir que gays e lésbicas mudem sua orientação sexual ou em reduzir o número de gays e lésbicas na Califórnia.[81][82]
- O casamento traz benefícios para o Estado e para os indivíduos, tanto para casais do mesmo sexo quanto para casais de sexos opostos.[81][82]
- Casais do mesmo sexo são idênticos aos casais do sexo oposto em termos de características relevantes para o sucesso do casamento e da união.[81][82]
- Casar-se com uma pessoa do sexo oposto é uma opção irrealista para gays e lésbicas.[81][82]
- Uniões domésticas não têm o mesmo significado social associado ao casamento.[82][81]
- O casamento de outros grupos, que foi controverso por motivos comparáveis, como raça ou etnia, não reduziu a "importância" ou "valorização" do casamento como instituição social, apesar das preocupações sobre sua degradação na época.[81][82]
- Os custos e danos (ao Estado e às pessoas LGBT) resultantes da negação do casamento a casais do mesmo sexo.[81][82]
- O gênero do pai ou da mãe não é um fator determinante no ajuste da criança. A orientação sexual de um indivíduo não determina se ele ou ela pode ser um bom pai ou mãe. Crianças criadas por pais gays ou lésbicas têm a mesma probabilidade de ser saudáveis, bem-sucedidas e bem ajustadas que crianças criadas por pais heterossexuais.[81][82]
- A adoção por gays e lésbicas é amplamente difundida e incentivada pela legislação da Califórnia, com cerca de 18% dos casais do mesmo sexo na Califórnia criando filhos. Isso demonstra que a Proposição 8 não está racionalmente conectada à melhoria da paternidade, já que não altera ou revoga a aprovação do Estado à paternidade de casais não casados do mesmo sexo.[81][82]
- Gays e lésbicas têm um longo histórico de discriminação.[81][82]
- As crenças religiosas que consideram os relacionamentos entre gays e lésbicas como pecaminosos ou inferiores aos relacionamentos heterossexuais prejudicam esses grupos.[81][82]

#### Devido processo legal substantivo
O juiz Walker caracterizou o direito em questão como "o direito ao casamento", que, segundo ele, "tem sido historicamente e continua sendo o direito de escolher um cônjuge e, com consentimento mútuo, unir-se e formar um lar", citando os casos Loving v. Virginia e Griswold v. Connecticut. Ele argumentou que "as restrições de raça e gênero moldaram o casamento durante períodos de desigualdade racial e de gênero, mas tais restrições nunca fizeram parte do núcleo histórico da instituição do casamento".
Antes de avaliar a Proposição 8 sob o nível de revisão aplicável (escrutínio rigoroso para direitos fundamentais), Walker observou que as leis de parceria doméstica da Califórnia não cumprem a obrigação do Estado de garantir aos gays e lésbicas o direito ao casamento por dois motivos: (1) as parcerias domésticas não têm o mesmo significado social que o casamento; e (2) as parcerias domésticas foram criadas "especificamente para que a Califórnia pudesse oferecer direitos e benefícios a casais do mesmo sexo, ao mesmo tempo em que negava explicitamente o casamento a casais do mesmo sexo".
O juiz então concluiu que a Proposição 8 era inconstitucional, pois não passava nem mesmo por uma análise de base racional (como explicado no contexto da Proteção Igualitária), muito menos por uma análise rigorosa.

#### Credibilidade da testemunha
As testemunhas especialistas apresentadas pelos autores foram avaliadas como "amplamente qualificadas para oferecer testemunho de opinião sobre os assuntos identificados" e "ofereceram testemunho de opinião confiável sobre os assuntos em questão". Em contraste, a defesa apresentou apenas duas testemunhas como especialistas, ambas avaliadas como de baixa qualidade, já que "não puderam ou não quiseram responder" de forma eficaz às perguntas do interrogatório. De acordo com analistas jurídicos observadores, o juiz de primeira instância "praticamente implorou e persuadiu os advogados da Proposição 8 a fazer melhor por sua causa e apresentar argumentos mais persuasivos". Um dos especialistas, David Blankenhorn, que havia sido autorizado a testemunhar, foi julgado como não tendo "qualificações para oferecer testemunho de opinião". O tribunal também considerou que as "opiniões de Kenneth P. Miller sobre o poder político de gays e lésbicas tinham pouco peso, sendo aceitas somente na medida em que eram amplamente apoiadas por evidências confiáveis". Em 2012, Blankenhorn afirmou ter mudado sua opinião e agora aceitava o casamento entre pessoas do mesmo sexo.

### Análise jurídica da decisão
O professor Doug NeJaime, da Faculdade de Direito de Loyola [en], observou que a decisão do juiz Walker foi estruturada de maneira semelhante ao padrão adotado pelo juiz Kennedy em sua decisão no caso Lawrence v. Texas e sugeriu que Walker estava “dialogando” com Kennedy, que geralmente desempenha um papel decisivo na Suprema Corte. John Eastman [en], professor de direito que apoiou a Proposição 8, concordou com a análise de NeJaime. Barry McDonald, professor de direito constitucional da Universidade Pepperdine, acreditava que a maneira rigorosa com que Walker lidou com o caso e a meticulosa coleta de provas “tornariam mais difícil para os tribunais de apelação anularem a decisão dessa corte”.
“Somente um tribunal de primeira instância [como o de Walker] pode fazer conclusões factuais”, afirmou o advogado Brian DeVine em uma análise. Ele também destacou que “um Tribunal de Apelação deve conceder grande deferência às conclusões factuais do tribunal de julgamento” e elogiou Walker por “analisar de forma cuidadosa e diligente os fatos do caso, criando um registro detalhado e convincente para o Tribunal de Apelação e a Suprema Corte”. Andrew Cohen, analista jurídico da CBS, questionou a decisão da equipe de defesa de “ceder tanto terreno no julgamento aos seus oponentes” e chamou de “inconcebível” a expectativa de que a Suprema Corte conservadora poderia “salvar o dia”. Ele elogiou a maneira como o juiz Walker conduziu o caso, especialmente em relação aos réus-intervenientes. “Durante o julgamento, Walker praticamente implorou e persuadiu os advogados da Proposição 8 a fazer melhor por sua causa. Ele lhes fez perguntas por escrito para atraí-los. Ele os repreendeu durante as alegações finais para que apresentassem argumentos mais persuasivos. Eles simplesmente não responderam, não puderam ou não quiseram responder.” Lea Brilmayer, professora de direito de Yale, sugeriu que a percepção da inclinação das evidências do julgamento e da decisão foi resultado da “advocacia lamentável dos apoiadores da Proposição 8”. Vikram Amar, professor de direito da UC Davis, argumentou que a decisão de não apresentar um caso pode, a longo prazo, beneficiar a defesa, ao permitir que aleguem em tribunais superiores que as provas eram irrelevantes. Walker analisou se uma base racional estava respaldada por provas, mas poderia ter considerado, em vez disso, se um eleitor que acreditava que o casamento entre pessoas do mesmo sexo poderia ter um efeito negativo tinha o direito de ser visto como possuidor de uma crença racional, independentemente de qualquer prova.
O escritório de advocacia Liberty Counsel [en], que litiga contra o casamento entre pessoas do mesmo sexo na Califórnia desde 2004, criticou a forma como a  Aliança em Defesa da Liberdade (ADF) lidou com o caso. “A ADF apresentou apenas duas testemunhas no julgamento, enquanto os autores da ação apresentaram 15. Até mesmo o juiz Walker comentou que estava preocupado com a falta de provas apresentadas pela ADF em defesa da Proposição 8.”
Ed Whelan, presidente do conservador Centro de Ética e Políticas Públicas e ex-advogado do governo de George W. Bush, criticou a decisão por se basear nas visões subjetivas e infundadas do juiz sobre os costumes atuais da sociedade, em vez de uma interpretação neutra da lei. Whelan criticou especialmente a alegação repetida de Walker de que certos fatos sobre a sociedade estavam “fora de qualquer dúvida” ou “fora de debate”, como as afirmações de que a criação de filhos por casais do mesmo sexo é igualmente eficaz em comparação à criação de filhos por casais heterossexuais, ou que permitir o casamento entre pessoas do mesmo sexo não afetaria de forma alguma os direitos dos oponentes ao casamento gay. Whelan considera que esses pontos são, na verdade, bastante controversos.

### Reação ao julgamento
Comícios em apoio à decisão foram organizados em várias cidades importantes dos Estados Unidos.
As autoridades eleitas da Califórnia, de forma geral, reagiram positivamente à decisão. O Governador Arnold Schwarzenegger, que foi citado como réu no caso, declarou que “para as centenas de milhares de californianos em lares de gays e lésbicas que estão administrando suas vidas cotidianas, essa decisão afirma as proteções e salvaguardas legais completas que acredito que todos merecem”. Ele também elogiou a conduta de Walker durante o julgamento, parabenizando seus esforços para “respeitar igualmente os dois lados da questão”. O Procurador-Geral Jerry Brown, também réu, comentou que a decisão era “ótima notícia para a Califórnia”. Os prefeitos de São Francisco, Los Angeles e San Diego — Gavin Newsom, Antonio Villaraigosa [en] e Jerry Sanders, respectivamente — também elogiaram a decisão. Ambas as senadoras da Califórnia, Barbara Boxer e Dianne Feinstein, aprovaram a decisão como um avanço na igualdade de direitos.
Várias celebridades de Hollywood reagiram positivamente à decisão. Ellen DeGeneres expressou sua alegria no Twitter: “Acabou de chegar: A igualdade venceu!” Paris Hilton também se manifestou, tuitando: “Que grande dia histórico para a igualdade de direitos neste país! Eles finalmente anularam a Prop. 8! Não deveria haver uma lei sobre o amor verdadeiro:)”. Lady Gaga, inspirada pela decisão, disse que isso a motivou a escrever canções. Adam Lambert comentou: “Estou feliz que a Califórnia tenha restaurado o direito de todos os seus cidadãos de se casarem com quem quiserem”. A reação nas redes sociais, como o Twitter, foi extremamente positiva. De acordo com a agência de notícias britânica The Independent, os termos “overturned” e “Prop. 8” se tornaram trending topics logo após a decisão.
A Igreja de Jesus Cristo dos Santos dos Últimos Dias emitiu uma nota dizendo que “essa decisão representa apenas o início de um debate vigoroso sobre os direitos das pessoas de definir e proteger essa instituição fundamental — o casamento [...]”. Os bispos católicos romanos da Califórnia declararam que “os tribunais não têm o direito de distorcer o significado do casamento”. A presidente da Organização Nacional do Casamento [en] (NOM), Maggie Gallagher [en], também discordou da decisão, acusando o juiz Walker de “substituir suas opiniões pelas do povo americano e de nossos Pais Fundadores, que, garanto, ficariam chocados com os tribunais que imaginam ter o direito de incluir o casamento gay em nossa Constituição”. Brian Brown, presidente da NOM, criticou a “maneira tendenciosa como [Walker] conduziu o julgamento”. Alguns críticos caracterizaram a decisão como um exemplo de ativismo judicial. A Associação Americana da Família [en] pediu o impeachment de Walker.

## Apelações de proponentes e intervenientes
O Estado da Califórnia optou por não recorrer da decisão. No entanto, os réus-intervenientes (incluindo os proponentes oficiais da Proposição 8) contestaram a decisão.

### Tribunal de Apelações
Em 4 de agosto de 2010, os réus-intervenientes apresentaram uma notificação de recurso ao Nono Circuito. O Condado de Imperial, que teve seu pedido de intervenção como réu negado, também recorreu dessa negação e da decisão de Walker. Em janeiro de 2011, o Nono Circuito indeferiu o recurso do Condado de Imperial por falta de legitimidade.
O juiz Walker questionou se os réus-intervenientes possuíam legitimidade para recorrer. Se não tivessem, somente os réus principais, como o governador Schwarzenegger e o procurador-geral Brown, poderiam apelar. No entanto, ambos se recusaram a participar da defesa. Além disso, um Tribunal de Apelações da Califórnia indeferiu um pedido de emergência do Instituto de Justiça do Pacífico, uma organização jurídica conservadora, para forçar Schwarzenegger e Brown a defenderem o caso em apelação sem audiência. A Suprema Corte da Califórnia, em 8 de setembro de 2010, negou sem explicação o pedido de recurso.
Em 12 de agosto de 2010, os réus-intervenientes apresentaram uma "moção de emergência" ao Nono Circuito, buscando suspender a execução da decisão enquanto aguardavam a apelação. O pedido foi ouvido por um painel de três juízes do Nono Circuito, composto por Edward Leavy, Michael Daly Hawkins e Sidney Thomas. Em 16 de agosto de 2010, o Nono Circuito concedeu por unanimidade a moção de suspensão e ordenou a apresentação rápida de informações sobre os méritos da apelação, instruindo as partes a argumentarem sobre a falta de legitimidade para recorrer. Em 17 de agosto de 2010, o mesmo painel do Nono Circuito determinou que o recurso do Condado de Imperial fosse rapidamente analisado e que ambos os casos fossem agendados para argumentação oral na semana de 6 de dezembro de 2010, em São Francisco.
O mérito do caso foi analisado por um painel diferente de juízes do Nono Circuito, composto por Stephen Reinhardt [en], Hawkins e N. Randy Smith. Reinhardt, considerado um liberal convicto, foi nomeado por Jimmy Carter, Hawkins por Bill Clinton e Smith por George W. Bush. Erwin Chemerinsky [en], que apresentou uma petição em apoio à decisão de Walker, caracterizou o painel como "ideologicamente diverso". Em 1º de dezembro de 2010, os proponentes da Proposta 8 apresentaram uma moção para desqualificar Reinhardt, alegando um possível viés, pois sua esposa, Ramona Ripston, era a diretora executiva da ACLU do sul da Califórnia. Reinhardt rejeitou a moção no dia seguinte. Em 6 de dezembro de 2010, os juízes ouviram os argumentos orais, que foram transmitidos ao vivo e disponibilizados pela C-SPAN.
Em 4 de janeiro de 2011, o Nono Circuito, durante a apelação dos réus-intervenientes, certificou uma questão para a Suprema Corte da Califórnia. Como as autoridades estaduais se recusaram a defender a lei, o tribunal federal pediu que o tribunal estadual decidisse se os proponentes de uma medida de iniciativa contestada tinham "um interesse particularizado na validade da iniciativa ou autoridade para afirmar o interesse do Estado na validade da iniciativa", o que lhes permitiria defender a lei quando as autoridades estaduais se recusassem a fazê-lo. O Nono Circuito suspendeu a apelação enquanto aguardava a resposta da Suprema Corte da Califórnia. A Suprema Corte da Califórnia ouviu os argumentos orais sobre a questão certificada em 6 de setembro de 2011 e, em 17 de novembro de 2011, decidiu que os proponentes não governamentais da Proposição 8 tinham legitimidade legal para defender a medida. A opinião unânime foi escrita pela presidente da Corte, Tani Cantil-Sakauye [en], que explicou que, no passado, os proponentes oficiais de medidas de iniciativa na Califórnia sempre foram autorizados a participar de ações judiciais que contestavam a validade dessas iniciativas. A juíza Joyce L. Kennard escreveu uma opinião concorrente.

#### A decisão
Em 7 de fevereiro de 2012, o painel de três juízes do Nono Circuito, composto por Reinhardt, Hawkins e Smith, decidiu por 2 a 1 que a Proposição 8 era inconstitucional. Reinhardt, autor da opinião majoritária, afirmou que a questão central do caso era o uso da palavra “casamento” e não a questão dos direitos legais substantivos, já que, de acordo com a legislação da Califórnia, casais do mesmo sexo já possuíam todos os direitos dos casais do sexo oposto, exceto o direito de usar a designação de “casamento” para descrever seus relacionamentos. A Proposta 8, portanto, retirou de casais do mesmo sexo a capacidade de obter esse status oficial.
A decisão foi baseada em uma análise mais restrita, onde Reinhardt afirmou que a Proposição 8 não tinha nenhum propósito legítimo, além de diminuir a dignidade humana de gays e lésbicas, reclassificando seus relacionamentos como inferiores. A opinião também se apoiou em precedentes, como o caso Romer v. Evans (1996), ao argumentar que a Constituição não permite que um grupo minoritário seja tratado de forma desigual sem uma justificativa legítima. Reinhardt rejeitou os argumentos dos defensores da Proposta 8, como a criação de filhos ou a tentativa de proceder com cautela ao modificar uma instituição social, pois a Proposta não alterava as leis sobre paternidade, adoção ou o comportamento reprodutivo de casais heterossexuais.
A decisão de Reinhardt focou em um ponto específico: a privação de uma designação legal com implicações sociais profundas. Ele argumentou que, ao retirar o direito de casais do mesmo sexo usarem a palavra "casamento", a Proposta 8 não apenas os privava de um direito importante, mas também afetava negativamente seu status e dignidade. A lógica por trás da Proposta 8, segundo o juiz, era essencialmente uma forma de desaprovação de gays e lésbicas como uma classe e, portanto, inconstitucional.
A opinião majoritária de Reinhardt foi vista como mais restrita e focada nos detalhes do caso da Califórnia, o que aumentou as chances de que a Suprema Corte apoiasse a decisão ou negasse seu exame. Alguns comentaristas, como William Eskridge e Jane S. Schacter, sugeriram que a decisão foi propositadamente direcionada ao juiz Anthony Kennedy, amplamente visto como o voto decisivo na Suprema Corte.
Em 21 de fevereiro de 2012, os defensores da Proposta 8 solicitaram uma revisão en banc do caso, mas em 5 de junho de 2012, o pedido foi negado, com pelo menos quatro juízes do Nono Circuito votando a favor de um novo julgamento. A decisão foi temporariamente suspensa para permitir um recurso à Suprema Corte dos Estados Unidos.

### Suprema Corte dos EUA

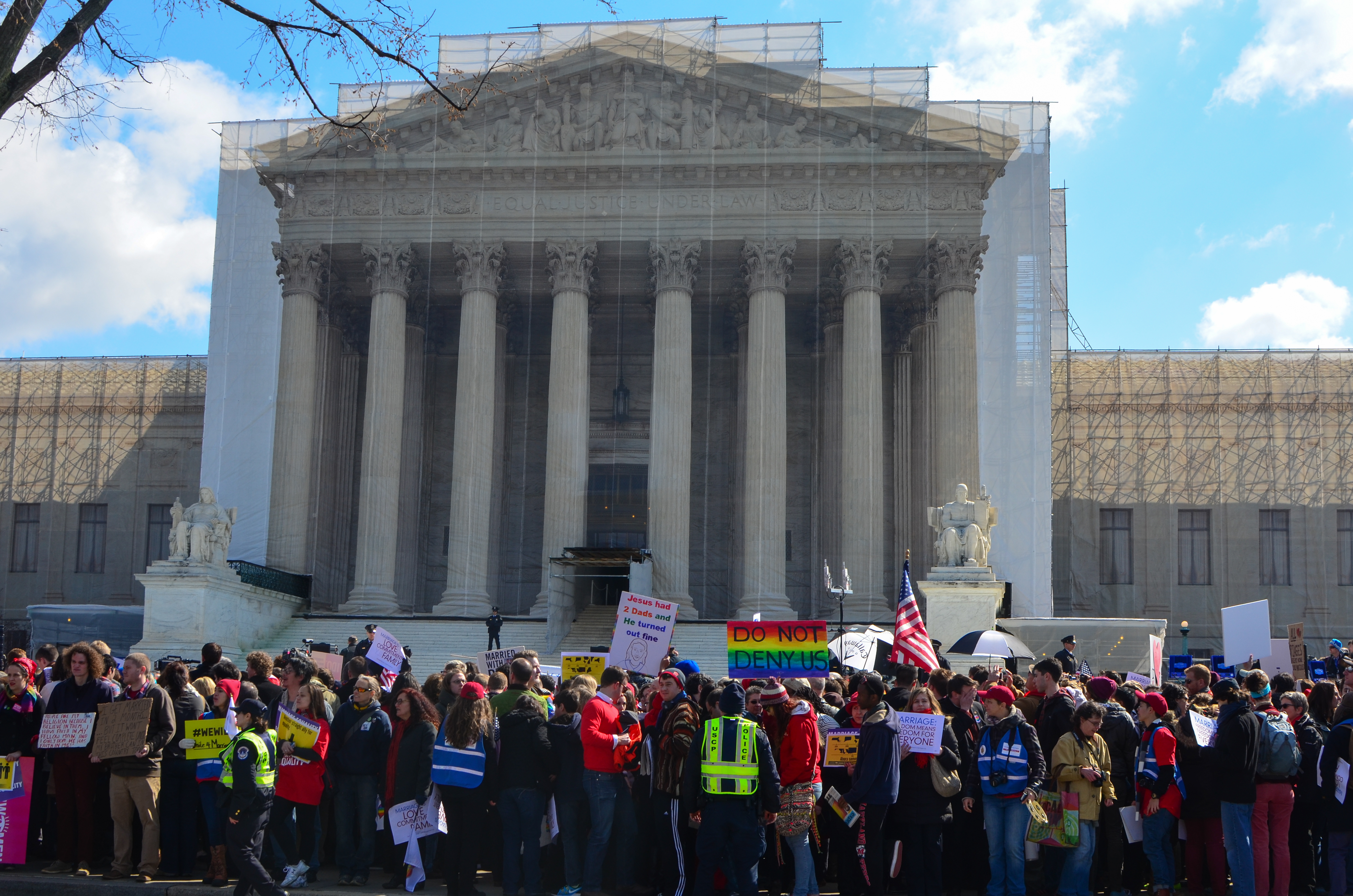
Uma manifestação em frente à Suprema Corte no dia dos argumentos orais.

Em 31 de julho de 2012, os defensores da Proposta 8 apelaram para a Suprema Corte dos EUA no caso Hollingsworth v. Perry. No entanto, em 24 de agosto, os opositores da Proposta 8 pediram à Corte que não julgasse o caso. Ted Olson, um dos advogados que representava os autores da ação, afirmou que, independentemente da decisão da Suprema Corte, já teriam vencido, pois milhares de pessoas na Califórnia poderiam se casar se o tribunal decidisse não aceitar o caso.
A Suprema Corte concordou em revisar o caso, concedendo certiorari em 7 de dezembro de 2012. A Corte pediu às partes que apresentassem argumentos sobre a questão adicional da legitimidade dos defensores da Proposta 8, ou seja, se eles tinham o direito de recorrer da decisão que invalidou a proposta. Olson e Boies, os advogados dos opositores da Proposta 8, se concentraram no direito constitucional fundamental ao casamento para todos os cidadãos. Os defensores da Proposta 8, por sua vez, estavam ansiosos pela oportunidade de uma revisão justa desde o início da defesa da proposta.
A Suprema Corte ouviu os argumentos orais em 26 de março de 2013. Donald B. Verrilli, Jr., advogado-geral dos EUA, atuou como amicus curiae, apoiando os réus da ação.
Em 26 de junho de 2013, a Suprema Corte, em uma decisão por 5 a 4, se recusou a revisar a decisão do Nono Circuito. A Corte decidiu que os defensores da Proposta 8 não tinham legitimidade para apelar da decisão, e, portanto, o caso seria devolvido ao Nono Circuito com instruções para desocupar a decisão anterior, que havia afirmado a anulação da Proposta 8 pelo tribunal distrital. O presidente da Suprema Corte, John Roberts, escreveu a opinião majoritária, e ela foi acompanhada pelos juízes Scalia, Ginsburg, Breyer e Kagan. Já os juízes Kennedy, Thomas, Alito e Sotomayor discordaram. Com essa decisão, a Suprema Corte não analisou os méritos do caso, deixando em vigor a decisão original do tribunal distrital, que havia declarado a Proposição 8 inconstitucional. Isso significou que a Proposta 8 foi efetivamente anulada na Califórnia, permitindo o casamento entre pessoas do mesmo sexo no estado. No entanto, como a decisão não envolveu um julgamento sobre os méritos da questão, ela não estabeleceu um precedente formal que fosse aplicável a outros estados, embora, anos depois, o caso Obergefell v. Hodges (2015) tenha estabelecido a legalidade do casamento entre pessoas do mesmo sexo em todo o país.

#### Detalhes da decisão
A Suprema Corte decidiu o caso com base na falta de legitimidade dos apelantesː
Qualquer pessoa que invoque o poder de um tribunal federal deve demonstrar que possui legitimidade para isso. Em outras palavras, o litigante deve buscar uma solução para um dano pessoal e tangível. Embora a maioria dos casos sobre legitimidade se concentre em determinar se o autor cumpriu esse requisito ao iniciar a ação, o Artigo III exige que uma "controvérsia real" persista em todas as fases do litígio. A legitimidade, portanto, deve ser atendida tanto por quem busca uma revisão de apelação quanto por aqueles que se apresentam em tribunais de primeira instância.

As partes não contestam o fato de que os réus tinham legitimidade para iniciar o processo contra os funcionários da Califórnia responsáveis pela aplicação da Proposição 8. No entanto, após o Tribunal Distrital emitir sua ordem, os réus não tinham mais um dano a ser reparado, e as autoridades estaduais optaram por não recorrer. Os únicos indivíduos que tentaram apelar foram os peticionários, que intervieram no Tribunal Distrital, mas não estavam sujeitos a qualquer obrigação de fazer ou deixar de fazer algo. Seu único interesse era defender a validade constitucional de uma lei da Califórnia de aplicação geral. Como a Suprema Corte tem afirmado repetidamente, uma "queixa generalizada" — por mais sincera que seja — não é suficiente para conceder legitimidade.
A decisão também se baseou em um “extenso precedente” de decisões anteriores sobre o mesmo ponto da lei, como o caso Lujan v. Defenders of Wildlife [en], que afirma que "[um litigante] que apresenta apenas uma queixa geral sobre o governo — alegando danos ao seu interesse e ao interesse de todos os cidadãos na aplicação adequada da Constituição e das leis, buscando alívio que não o beneficia de maneira mais direta e tangível do que o público em geral — não declara um caso ou controvérsia sob o Artigo III". Outros casos, como Allen v. Wright, Diamond v. Charles, Arizonans for Official English e Karcher v. May [en], reforçam esse entendimento, deixando claro que a legitimidade não pode ser atribuída a "espectadores preocupados" que buscam apenas promover uma reclamação de interesse público, mas sem um dano pessoal direto.
A decisão concluiu que a legislação californiana garante o “direito dos proponentes de defender suas iniciativas nos tribunais da Califórnia, onde o Artigo III não se aplica”. No entanto, no contexto de tribunais federais, a legitimidade deve ser determinada pela lei federal, não pela estadual. Esse raciocínio também invalidou a decisão anterior do Nono Circuito.

O professor de direito da Universidade Estadual da Geórgia, Eric Segall, comentou a decisão, afirmando:
Os interesses das pessoas que propuseram a Proposição 8 não são diferentes dos interesses de qualquer outro cidadão que acredita que a emenda constitucional é válida. Permitir que essa pessoa (sem nenhum prejuízo específico) recorra de uma decisão adversa de um tribunal federal seria praticamente o mesmo que dizer que qualquer autor pode processar um estado em um tribunal federal se acreditar que uma lei estadual é inválida e estiver insatisfeito com isso. Isso simplesmente não é permitido. Portanto, as pessoas que recorreram do caso da Proposta 8 não tinham interesse legítimo no caso, além de seu desejo pessoal de ver a emenda mantida, e, portanto, não sofreram o dano pessoal necessário para satisfazer os requisitos de 'casos' ou 'controvérsias' do Artigo III.

#### Dissidência
O juiz Anthony Kennedy, em sua opinião divergente, acompanhando os juízes Alito, Thomas e Sotomayor, expressou preocupação com as implicações da decisão da Suprema Corte, observando que as iniciativas dos eleitores surgiram exatamente em momentos em que a população sentia que o Estado não estava respondendo adequadamente às suas preocupações, funcionando também como uma forma de o povo fazer valer seus direitos. Kennedy argumentou que as autoridades eleitas não deveriam ter a capacidade de anular essas leis simplesmente por escolherem não defendê-las. Em sua opinião, Kennedy escreveu: "No final, o que a Suprema Corte não consegue entender ou aceitar é a premissa básica do processo de iniciativa. E ela é a seguinte: a essência da democracia é que o direito de fazer leis está nas mãos do povo e flui para o governo, e não o contrário. A liberdade reside primeiro nas pessoas, sem a necessidade de uma concessão do governo."
O acadêmico de direito constitucional e reitor da faculdade de direito, Erwin Chemerinsky, sugeriu que, no futuro, o Estado deveria ser obrigado a nomear um advogado especial nos casos em que se recusasse a defender uma lei, para garantir que uma audiência sobre a constitucionalidade de uma lei não fosse encerrada antes que o mérito da questão fosse adequadamente considerado.

## Consequências

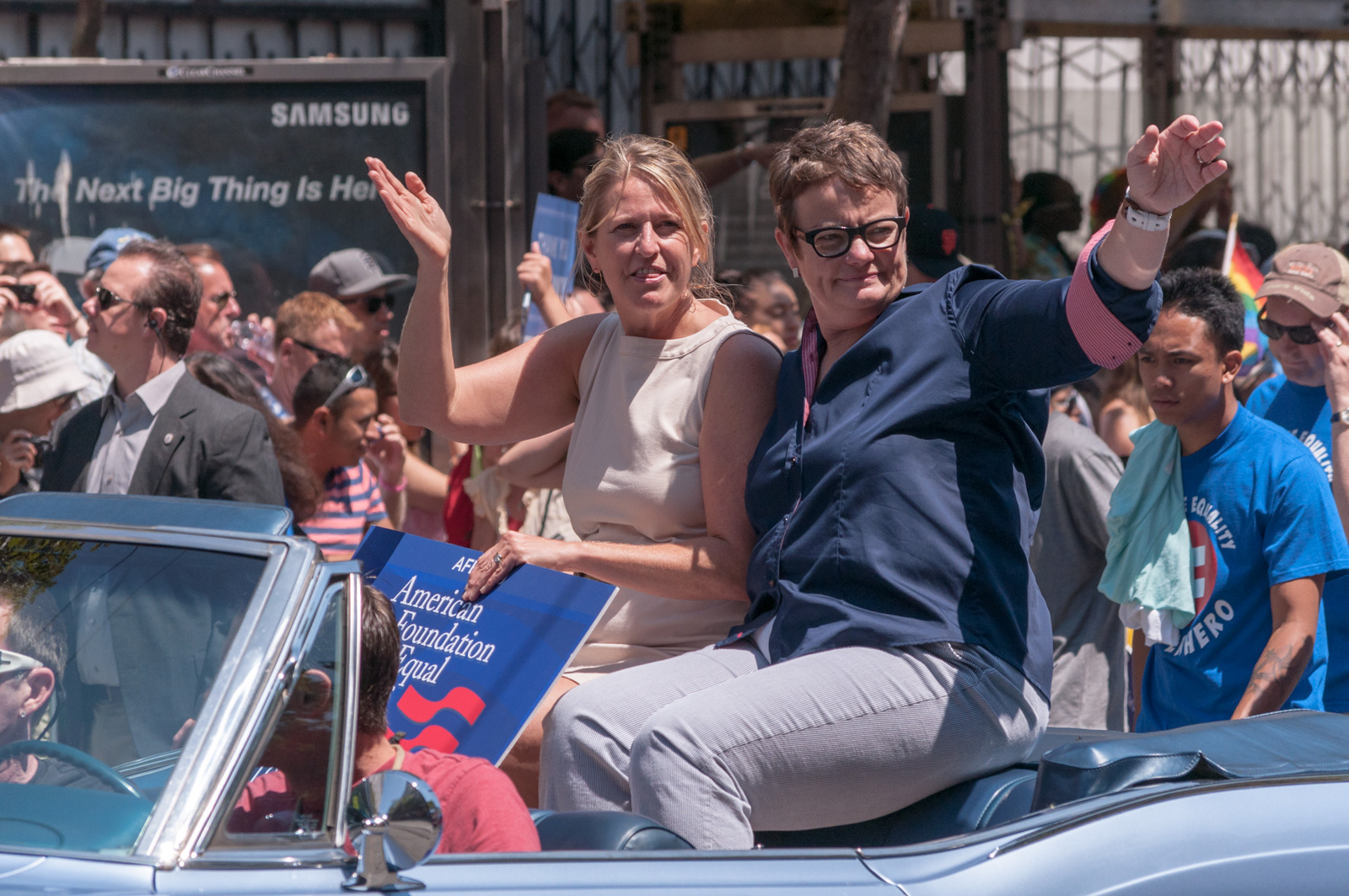
Os autores Perry (à esquerda) e Stier na Parada do Orgulho de São Francisco de 2013, logo após seu casamento na Prefeitura de São Francisco.

Após a decisão da Suprema Corte, em 28 de junho de 2013, o mesmo painel do Nono Circuito dissolveu sua suspensão da ordem do tribunal distrital, permitindo que os casamentos entre pessoas do mesmo sexo prosseguissem na Califórnia. No mesmo dia, Kristin Perry e Sandra Stier, autoras do caso, casaram-se com a presença da Procuradora Geral da Califórnia, Kamala Harris, que oficializou a cerimônia.
Seguiram-se duas contestações legais à implementação da decisão, ambas rejeitadas pelos tribunais:
- No dia seguinte à dissolução da suspensão pelo Nono Circuito, os proponentes da Proposição 8 entraram com um pedido de emergência solicitando à Suprema Corte que aplicasse o período usual de 25 dias no qual a parte perdedora pode fazer uma petição para nova audiência. O juiz Kennedy, que supervisiona o Nono Circuito, negou o pedido em 30 de junho de 2013.[166]
- Os defensores da Proposição 8 também buscaram um Writ of Mandate discricionário perante a Suprema Corte da Califórnia em 12 de julho de 2013, solicitando ao tribunal que suspendesse e, em seguida, anulasse a aplicação da decisão do tribunal em todo o estado. Eles argumentaram que a decisão não se tratava de uma ação coletiva e que se aplicava apenas aos condados e indivíduos específicos citados na ação. Esse argumento foi rejeitado pelo governador da Califórnia, que, com base em parecer jurídico,[167][168] "ordenou" a alteração da emissão da licença, pela Procuradora Geral Kamala Harris, que destacou que "as autoridades estaduais são obrigadas a governar o casamento igualmente em todos os condados e que a decisão de Walker abrange especificamente essas autoridades".[169] Além disso, o procurador da cidade de São Francisco declarou que "os conceitos mais básicos da lei americana [...] indicam que um tribunal estadual não se sobreporá ao judiciário federal",[27] e 24 funcionários do condado réu, por meio de seu advogado, afirmaram que seu papel era, em última instância, supervisionado pelo estado e que seria inviável ter uma “colcha de retalhos” de diferentes critérios de casamento variando entre os condados de um único estado.[170] Em 15 de julho, o tribunal recusou por unanimidade o pedido de ação imediata, solicitando argumentos das partes.[171][172] Em 14 de agosto, em uma ordem curta, recusou-se por unanimidade a aceitar a petição.[173][174][175]

Essa decisão tornou o casamento entre pessoas do mesmo sexo legal apenas na Califórnia, não se aplicando em outros estados onde ainda não era permitido. Em 2015, a Suprema Corte dos Estados Unidos decidiu o caso Obergefell v. Hodges, legalizando o casamento entre pessoas do mesmo sexo em todo o país.

## Preocupação ética
O juiz Walker se aposentou em fevereiro de 2011 e, em 6 de abril, revelou aos repórteres que é gay e mantém um relacionamento com um médico há cerca de dez anos. Em 25 de abril, os defensores da Proposição 8 apresentaram uma moção no tribunal distrital pedindo a anulação da decisão de Walker. Eles argumentaram que o juiz deveria ter se recusado a julgar o caso ou, no mínimo, revelado seu status de relacionamento, e afirmaram que, a menos que ele "negasse qualquer interesse em se casar com seu parceiro", teria "um interesse pessoal direto no resultado do caso". O juiz principal da Corte Distrital, James Ware, ouviu os argumentos sobre a moção em 13 de junho de 2011 e a negou no dia seguinte. Ware escreveu em sua decisão: "Exigir a recusa porque um tribunal emitiu uma liminar que poderia fornecer algum benefício futuro especulativo ao juiz presidente apenas com base no fato de que o juiz pertence à classe contra a qual a lei inconstitucional foi dirigida levaria a um padrão da Seção 455(b)(4) que exigiria a recusa de juízes minoritários na maioria, se não em todos, os casos de direitos civis. O Congresso não poderia ter planejado um estatuto de recusa tão impraticável." Os defensores da Proposição 8 apelaram dessa decisão para o Nono Circuito. Em 21 de novembro de 2011, o tribunal consolidou esse recurso com o recurso de mérito. O tribunal de apelação, em sua decisão de 7 de fevereiro de 2012, não encontrou nenhuma evidência de parcialidade por parte de Walker e rejeitou os argumentos de que ele deveria ter se recusado a julgar.
Em 19 de setembro de 2011, Ware ordenou a liberação das fitas de vídeo do julgamento para o público, que os defensores-intervenientes haviam tentado manter em sigilo. O Nono Circuito suspendeu a liberação dos vídeos enquanto aguardava a apelação e ouviu os argumentos orais sobre a apelação em 8 de dezembro de 2011. Em 2 de fevereiro de 2012, o tribunal decidiu que os vídeos deveriam permanecer selados. Escrevendo para o painel, o juiz Reinhardt afirmou: "O juiz de primeira instância, em várias ocasiões, prometeu inequivocamente que a gravação do julgamento seria usada somente em câmaras e não seria transmitida publicamente. [...] Revogar as garantias do juiz-chefe Walker depois que os proponentes confiaram nelas de forma razoável causaria sérios danos à integridade do processo judicial."
Em abril de 2017, a emissora de notícias local KQED, da área da Baía de São Francisco, entrou com uma moção no Tribunal Distrital para liberar as fitas de vídeo do julgamento de 2010. O tribunal planejou manter o selo até 12 de agosto de 2020. Após a resolução de vários recursos interpostos pelos defensores da Proposição 8, o tribunal liberou os vídeos em sua página do YouTube em 12 de outubro de 2022. No 15º aniversário da aprovação da Proposição 8, a KQED convidou quatro pessoas que desejavam se casar para assistir aos vídeos e gravou suas reações.

## Leituras adicionais
- Eskridge Jr., William (2012). The Ninth Circuit’s Perry Decision and the Constitutional Politics of Marriage Equality [A decisão Perry do Nono Circuito e a política constitucional da igualdade de casamento] (em inglês). [S.l.]: SLR
- Rosky, Clifford (2011). PERRY V. SCHWARZENEGGER AND THE FUTURE OF SAME SEX MARRIAGE LAW [PERRY V. SCHWARZENEGGER E O FUTURO DA LEI DO CASAMENTO ENTRE PESSOAS DO MESMO SEXO] (PDF) (em inglês). 53 3 ed. [S.l.]: Arizona Law Review
- West, Robin L. (2012). A Marriage is a Marriage is a Marriage: The Limits of Perry v. Brown [Um casamento é um casamento é um casamento: Os limites de Perry v. Brown] (em inglês). [S.l.]: Georgetown Public Law Research Paper No. 12-027. SSRN 2020293

## Páginas externas

### Vídeo
- Site oficial do caso da Corte Distrital dos EUA
- Site oficial do caso no Nono Circuito dos EUA
- Reencenação em vídeo do julgamento da Corte Distrital dos EUA

### Arquivos
- Decisão do juiz Vaughn Walker no Tribunal Distrital dos EUA
- Decisão do Nono Circuito (revogada pela Suprema Corte dos EUA)
- Ordem do Nono Circuito levantando a suspensão
- Arquivo de Amicus Curiae: Procurador Geral de São Francisco
- Registros legais: Fundação Americana para a Igualdade de Direitos
- Registros legais: Registros da Justia
- Decisão do Juiz Ware de liberar as fitas de vídeo do julgamento
- Decisão do Nono Circuito de lacrar as fitas de vídeo do julgamento
- Petição para certiorari na Suprema Corte dos EUA: Patrocinadores da Proposição 8